# Cheval Blanc (restaurant)
Cheval Blanc is een restaurant in de Nederlandse plaats Heemstede.
Het restaurant opende in 1996 en heeft als chef-kok Huub van der Velden. Sinds 2007 voert Cheval Blanc een Michelinster en in de Gault Millau van 2011 had Cheval Blanc een score van 14/20.